# Джек Роуз (коктейль)
«Джек Роуз» (англ. Jack Rose) —  классический алкогольный коктейль из американского яблочного бренди (кальвадоса), сиропа гренадин и свежевыжатого лайма или лимонного сока. Вероятно возник в конце XIX —  начале XX века в США. Напиток был популярен в 1920—1930-х годах, в том числе и в Европе, но со временем утратил популярность. 

## История
Существуют различные версии истории возникновения и происхождения названия напитка. Письменные сведения о существовании коктейля под названием «Джек Роуз» восходят к началу XX века. Так, об этом напитке шла речь в газетной заметке 1905 года в National Police Gazette, судя по которой на авторство может претендовать бармен Фрэнк Дж. Мэй (Frank J. May) из Нью-Джерси. В 1908 году коктейль упоминался в книге Уильяма Бусби «World Drinks and How to Mix Them», где для его приготовления рекомендовалось использовать лимонный сок. Известно, что в начале XX века напиток пользовался популярностью в знаменитом нью-йоркском отеле «Уолдорф-Астория», где он имел статус фирменного и при его приготовлении использовали сок лайма. По распространённой версии, возникновение коктейля связывают с гангстером Яковом Розенцвейгом, более известным под прозвищем «Лысый Джек Роуз» (Baldy Jack Rose). После введения в США сухого закона коктейль распространился в Европе, в частности, в Париже, куда его занесла американская публика, обосновавшаяся в «век джаза» во Франции.
В романе Эрнеста Хемингуэя «Фиеста» (1926) среди множества коктейлей упоминается и «Джек Роуз»; его употребляет рассказчик — американский журналист Джек Барнс, носящий явные биографические черты автора:
В пять часов я был в отеле «Крийон» и поджидал Брет. Она запаздывала, и я сел и написал несколько писем. Письма вышли не очень складные, но я надеялся, что штамп отеля «Криойн» спасёт положение. Брет всё не приходила, и без четверти шесть я спустился в бар и выпил коктейль «Джек Роз» с барменом Жоржем. В баре Брет тоже не было, и я перед уходом ещё раз заглянул наверх, потом взял такси и поехал в кафе «Селект».
По некоторым сведениям, «Джек Роуз» был любимым коктейлем американского прозаика Джона Стейнбека. «Джек Роуз» является одним из шести основных напитков (Six basic drinks), перечисленных в классической книге Дэвида А. Эмбери «Изящное искусство смешивания напитков» (The Fine Art of Mixing Drinks; 1948). Остальные пять из этих шести коктейлей: «Дайкири», «Манхэттен», «Мартини», «Олд фешен» и «Сайдкар». Некоторое возрождение интереса к коктейлю произошло в XXI веке, что связывают с ростом популярности крафтовых напитков. Компания Laird & Company, являющаяся производителем популярных марок американского яблочного бренди, объявила в 2015 году, что её продажи выросли отчасти из-за возобновившегося интереса к коктейлю.

## Приготовление
В зависимости от рецепта пропорции используемых ингредиентов могут разниться. Распространённым вариантом является следующий способ: перемешать 60 мл яблочного бренди (Applejack) или кальвадоса, и по 20 мл сиропа гренадин и свежевыжатого лимонного сока (или лайма) в шейкере. После этого полученный напиток отфильтровывать в охлаждённом коктейльном бокале. В качестве украшения используются различные фрукты, в частности, долька лимона.